# 莫斯科唐人街
莫斯科唐人街（俄语：Черки́зовский рынок）是位于俄罗斯莫斯科的唐人街。超过10万移民居住在这，其中至少60% 是中国移民。 莫斯科当局宣称将有新的唐人街代替2009年强制关闭的切尔基佐沃市场。

## 历史

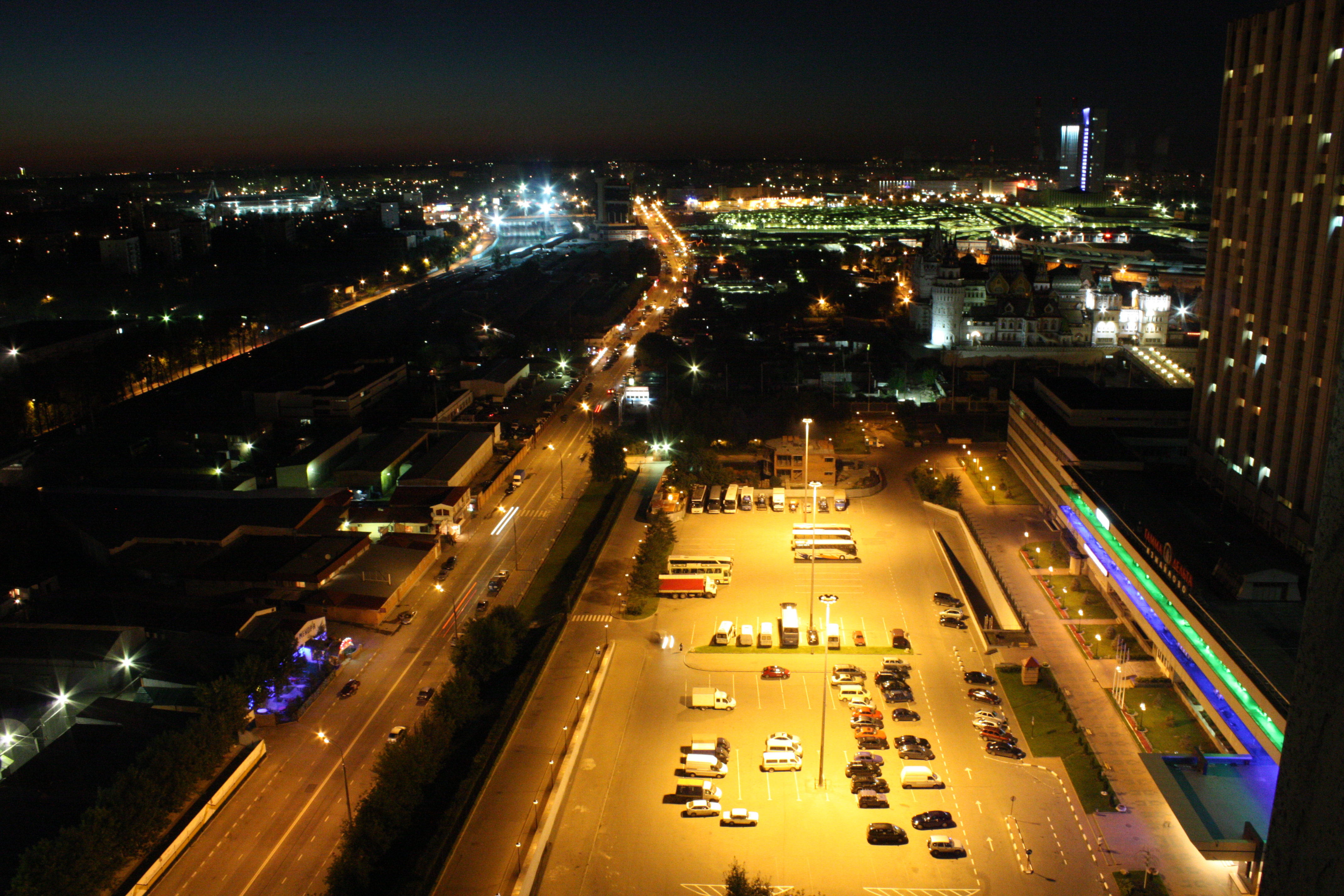
酒店窗户望去的切尔基佐沃市场夜景

切尔基佐沃市场2009年强制关闭后，这个地区聚集越来越多的中国人。  时任俄罗斯总统的德米特里·阿纳托利耶维奇·梅德韦杰夫反对俄罗斯任何地方有目的建立一个中国城。 尽管存在反对之声，中国已经准备投资10亿美元用于新中心的建设。
尽管临近街区基泰格罗德，俄语可以直接翻译为唐人街。但仅有很少的中国人实际居住或在那里工作。